# Mạt đại ngự y
Mạt Đại Ngự Y (tên gốc: 末代御醫; tựa chính thức trong Tiếng Anh: The Last Healer In Forbiden City) là một bộ phim truyền hình được bấm máy vào mùa hè 2015, và phát sóng ngày 28/3/2016 trên TVB gồm 20 tập, và là phim cuối cùng của đạo diễn Trương Càn Văn trước khi về hưu. Phim có sự tham gia của dàn diễn viên kì cựu: nam diễn viên chính Quách Tấn An, Ngao Gia Niên; nữ diễn viên chính Dương Di, La Lan.

## Nội dung chính
Sau thất bại của chiến tranh Trung-Nhật (năm 1894) và Duy Tân 100 ngày (năm 1898), hoàng đế Quang Tự bị Từ Hi Thái hậu quản thúc tại Doanh Đài, không cho xử lý triều chính. Đỗ Trọng, một danh y có tiếng được mời vào cung để chữa chứng bệnh kỳ lạ cho Từ Hi. Sau khi thành công, Đỗ Trọng được Từ Hi phong làm Ngự y, phải miễn cưỡng chấp nhận. Ngoài ra anh còn chữa trị thành công bệnh tình của Quang Tự. Anh trở thành ngự y được Quang Tự và người em trai là Thuần Thân Vương Tải Phong tín nhiệm. Tuy đã điều trị cho rất nhiều người nhưng Đỗ Trọng vẫn không thể chữa lành chứng bại liệt cho vợ mình là Hồng Bách Hợp. Vì vậy anh tìm đến danh y trật đả Phục Linh nhờ điều trị cho Bách Hợp, còn tiến cử Phục Linh vào cung làm cốt y. Qua nhiều sóng gió, cả hai nảy sinh tình cảm nhưng Đỗ Trọng luôn giữ khoảng cách vì muốn làm tròn lời hứa với cha Bách Hợp là chăm sóc cô cả đời. Được biết nhiều năm trước Phục Linh từng gả cho Đỗ Trọng làm thiếp nhưng đêm động phòng bỏ trốn cùng ý trung nhân, Bách Hợp ghen tị cộng thêm mặc cảm ngồi xe lăn nên luôn hoài nghi chồng. Trong lần mâu thuẫn với Phục Linh, Bách Hợp uống thuốc tự vẫn, tuy không chết nhưng bị hôn mê.
Về sau, công cuộc biến pháp năm Mậu Tuất (1898) thất bại, Quang Tự đột ngột băng hà, Đỗ Trọng quyết điều tra cái chết bí ẩn của Hoàng thượng. Sau khi tiết lộ kết quả điều tra cho Từ Hi, anh xuất cung và từ biệt Phục Linh, lúc bấy giờ cô tiết lộ thân phận là gián điệp của quân khởi nghĩa Cách mạng Tân Hợi, luôn mong nhà Thanh sụp đổ để dấy lên cách mạng. Một ngày sau khi Quang Tự băng hà, Từ Hi qua đời, truyền ngôi cho con trai Thuần Thân Vương là Phổ Nghi; Thuần Thân Vương và Long Dụ Hoàng hậu trở thành nhiếp chính. 2 năm sau, nhà Thanh ký Chiếu thư Thoái vị, đất nước đổi quốc hiệu thành Trung Hoa Dân Quốc. Phục Linh gặp lại phu thê Đỗ Trọng, lúc này Bách Hợp đã tỉnh lại nhưng mất trí nhớ. Cả ba cùng trò chuyện và dùng cơm một cách vui vẻ.

## Diễn viên và Nhân vật

### Diễn viên chính
1. Quách Tấn An vai Đỗ Trọng: bạn thân và cũng là ngự y chăm sóc Quang Tự Đế, nhiều lần bị cuốn vào các vụ án trong triều nên có trách nhiệm điều tra. Anh động viên Quang Tự lấy lại tinh thần, thậm chí tạo cơ hội cho Hoàng thượng và Trân phi gặp nhau. Sau nhiều công lao được Hoàng thượng, Từ Hi Thái hậu, Long Dụ Hoàng hậu, Trân phi, Thuần Thân Vương, Uyển Giai cách cách... tín nhiệm. Vợ là Hồng Bách Hợp bị bệnh bại liệt, tuy luôn tận tụy chăm sóc nhưng anh lại nảy sinh tình cảm với Phục Linh. Vụ án cuối cùng mà anh phải giải là cái chết đột ngột của Quang Tự. Sau khi giải xong, anh được Từ Hi cho xuất cung, tiếp tục quán xuyến y quán nhà vợ. Triều Thanh sụp đổ, anh trở thành bác sĩ chuyên trị cho thương binh liệt sĩ.
2. Dương Di vai Phục Linh: danh y trật đả ngoài cung, phụ giúp y quán gia đình, Phục Linh rất giỏi trong vấn đề xương khớp... Nhiều năm trước từng gả cho Đỗ Trọng nhưng đêm tân hôn có ý bỏ trốn cùng ý trung nhân nên Đỗ Trọng đã đuổi cô đi. Về sau cuộc sống khổ sở, ý trung nhân bỏ đi. Một ngày Đỗ Trọng đến tìm cô nhờ chữa bệnh bại liệt cho vợ là Bách Hợp. Được anh đề bạt, cô vào cung làm cốt y, được lòng Long Dụ Hoàng hậu và các phi tần. Nhiều lần được Đỗ Trọng cứu, cô dần yêu anh nhưng vẫn hết lòng điều trị cho Bách Hợp. Sau cô tiết lộ thân phận là gián điệp của quân khởi nghĩa Cách mạng Tân Hợi. Quang Tự lâm bệnh, cô âm mưu giết vua, hỗn loạn triều đình, song chưa kịp ra tay thì Quang Tự băng hà. Bỏ qua nhiệm vụ được giao, cô và Đỗ Trọng điều tra chân tướng cái chết của Quang Tự, giúp anh thoát khỏi tội chết.
3. Giả Hiểu Thần vai Hồng Bách Hợp: vợ của Đỗ Trọng. Cha Bách Hợp từng cứu mạng Đỗ Trọng nên anh hứa chăm sóc cô cả đời dù cô bị bại liệt. Được Phục Linh xoa bóp chân, Bách Hợp ban đầu xem Phục Linh là bạn tốt. Sau cảm thấy Đỗ Trọng có tình ý với Phục Linh cộng thêm mặc cảm về bệnh, cô hiểu lầm anh cố gắng chữa trị để nhanh chóng rời bỏ mình, mặc dù anh chưa từng có ý nghĩ đó. Trong một lần ghen với Phục Linh, Bách Hợp uống thuốc tự vẫn, tuy không chết nhưng bị hôn mê khiến Đỗ Trọng suy sụp. Cuối phim cô tỉnh lại và mất hoàn toàn trí nhớ về Phục Linh, chỉ nhớ khoảng thời gian hạnh phúc bên Đỗ Trọng. 2 vợ chồng tiếp tục ở bên nhau mà không nhắc lại chuyện cũ.
4. Ngao Gia Niên vai Thanh Đức Tông Quang Tự: hoàng đế thứ 11 của triều Thanh, cháu trai Từ Hi Thái hậu, được bà chọn làm vua và nuôi nấng trong Tử Cấm Thành. Luôn muốn trở thành một minh quân nhưng bị Thái hậu ngăn cản chấp chính. Bà ép anh cưới và lập Long Dụ - cháu gái mình làm Hoàng hậu, dù người anh muốn lập là Trân phi. Ban đầu Quang Tự bị Thái hậu giam ở Doanh Đài, tách khỏi triều chính với lý do dưỡng bệnh. Trong cuộc Khởi nghĩa Nghĩa Hòa Đoàn (năm 1900), Trân phi bị xô xuống giếng chết. Biết hung thủ giết ái phi của mình là Thôi Ngọc Quý - thái giám hầu hạ bên cạnh Thái hậu, anh đã đổ bệnh và uống tì sương để tự vẫn.
5. La Lan thủ vai Từ Hi Thái hậu: vị Thái hậu tài giỏi nhưng độc đoán khiến ai ai cũng khiếp sợ. Đầu phim thể hiện Thái hậu lấn át quyền lực, xem thường hoàng đế, song thực ra bà rất thương và mong Quang Tự khỏi bệnh. Đỗ Trọng được Thái hậu giao trọng trách chữa lành bệnh cho vua. Quang Tự có bệnh, bà không dám giao việc triều chính nên vô tình tạo áp lực bằng cách không tiếp thu ý kiến của anh, giam Trân phi vào lãnh cung, nghe lời Đoan Thân Vương Tải Y ủng hộ phong trào Nghĩa Hòa Đoàn (năm 1900) khiến cho triều đình thất thủ, hoàng tộc phải cải trang thành dân thường sang Tây An lánh nạn. Bất mãn không được tham chính, cộng thêm cú sốc do hiểu lầm Thái hậu sai người giết Trân phi, Hoàng thượng tự vẫn để lại 1 bức thư tuyệt mệnh. Đọc xong, Thái hậu đau khổ qua đời sau Quang Tự một ngày.
6. Trương Dĩnh Khang vai Thuần Thân Vương: tên thật là Ái Tân Giác La Tải Phong, em cùng cha khác mẹ với Quang Tự, có tham vọng quyền lực lớn. Ban đầu anh ra sức ủng hộ Quang Tự để được tín nhiệm. Anh dan díu với Du Quý phi - phi tần của tiên đế để được nói tốt trước mặt Từ Hi. Dù yêu Đức Linh nhưng vì hám danh lợi, anh đồng ý để Thái hậu ban hôn cho Ấu Lan - con gái đại thần Vinh Lộc. Ấu Lan sinh con trai đặt tên Phổ Nghi, Thái hậu lập làm Đại A Ca. Anh là người tiết lộ cái chết của Trân phi khiến Quang Tự đau khổ tự sát. Phổ Nghi đăng cơ, anh trở thành nhiếp chính vương, thế nhưng 2 năm sau khi Cách mạng Tân Hợi bùng nổ, anh buộc thay Phổ Nghi kí chiếu thư thoái vị.
7. Chu Thần Lệ vai Trân phi: phi tần được Quang Tự sủng ái. Cô mâu thuẫn sâu sắc với Từ Hi Thái hậu, vì đương kim Hoàng hậu là cháu gái của bà. Đầu phim, Thái hậu giam cầm Quang Tự và Trân phi ở 2 nơi khác nhau, sau Đỗ Trọng thuyết phục Thái hậu cho phép cô về hầu hạ Hoàng thượng. Trân phi ủng hộ Duy Tân và ủng hộ Quang Tự cải cách chính trị, điều này khiến cô bị Từ Hi vu oan tội xúi giục Hoàng thượng, giam vào lãnh cung. Trong cuộc Khởi nghĩa Nghĩa Hòa Đoàn (năm 1900), Hoàng thượng, Hoàng hậu, Thái hậu và Cẩn phi cải trang dân thường trốn sang Tây An, Trân phi bị kẹt lại Tử Cấm Thành. Nghe lời Quang Tự, Thái hậu sai Thôi Ngọc Quý về đưa Trân phi theo. Phát hiện Thôi Ngọc Quý đánh cắp trang sức trong cung, Trân phi bị Thôi Ngọc Quý xô xuống giếng. Điều này khiến Quang Tự hiểu lầm cô bị Từ Hi giết nên oán trách Thái hậu.

### Diễn viên phụ
1. Lâm Tử Thiện vai Cát Căn: thị vệ của Thuần Thân Vương nhưng rất yêu Đức Linh, khuyên cô từ bỏ mối tình vì Tải Phong là kẻ lẳng lơ thực dụng. Anh và Phục Linh là bạn thời thơ ấu, lớn lên cùng nhau.
2. Uý Vũ Tâm vai Đức Linh tiểu thư: cô gái mang dòng máu hoàng tộc Trung Quốc và Pháp, sống ở nước ngoài nên tính tình cởi mở hiện đại. Làm thông dịch viên cho Thuần Thân Vương và triều đình trong các buổi nghị quốc. Cô yêu Tải Phong, nhưng sau khi phát hiện mối tình bí mật của anh với Du Quý phi và việc chấp nhận thành thân cùng Ấu Lan, cô kiên quyết chia tay rồi về lại Pháp.
3. Trương Huệ Nhã vai Ấu Lan: con gái đại thần Vinh Lộc, được Từ Hi sủng ái và ban hôn cho Thuần Thân Vương. Sau khi kết hôn, Ấu Lan sinh hai con trai là Phổ Nghi và Phổ Kiệt. Lúc sắp sinh Phổ Nghi, cô bị động thai, được Đỗ Trọng cứu bằng phương pháp sinh mổ.
4. Lâm Tú Di vai Uyển Giai cách cách: con gái nuôi của Từ Hi, bạn thân của Ấu Lan, từng có thời gian đến Thái y viện để học tập. Sau khi triều đình sụp đổ, Uyển Giai xuất cung làm bác sĩ điều trị cho thương binh liệt sĩ.
5. Châu Bảo Lâm vai Long Dụ Hoàng hậu: cháu gái Từ Hi, là Hoàng hậu nhưng không được Quang Tự sủng ái. Phổ Nghi lên ngôi, cô trở thành Hoàng Thái hậu nhiếp chính.
6. Lý Ỷ Văn vai Cẩn phi: chị gái của Trân phi, cùng là phi tần nhưng không được Quang Tự sủng ái nên đố kị với em. Từng bị Trân phi liên lụy giáng làm Quý nhân.
7. Thái Quốc Khánh vai Viên Thế Khải: đại thần cuối thời nhà Thanh, thông đồng Đoan Thân vương làm nhiều điều ác. Nhà Thanh thoái vị, ông trở thành Đại Tổng thống mới của Trung Hoa.
8. Hồ Vị Khang vai Đoan Thân vương: tên thật là Ái Tân Giác La Tải Y, tính tình thâm hiểm. Từng âm mưu đầu độc Quang Tự để con mình được lập Đại A Ca. Ông là người châm ngòi Khởi nghĩa Nghĩa Hòa Đoàn, làm Bắc Kinh thất thủ sau khi bại trận. Việc cấu kết ngoại giặc bị phát hiện, ông bị Quang Tự phế đi chức vụ và lưu đày.
9. Phàn Diệc Mẫn vai Du quý phi: phi tần của Đồng Trị đế, người tình bí mật của Tải Phong.
10. Diêu Doanh Doanh vai Thục Thận Hoàng quý phi: phi tần của Đồng Trị đế.
11. Trương Cảnh Thuần vai Nhậm Tích Canh: ngự y của Thái y viện, huynh đệ tốt của Đỗ Trọng.